# Volkswagen IN
O IN é um modelo em escala 1:1 (Life-Size) subcompacto urbano com premisas de ultraeconomia apresentado durante o evento Talento Volkswagen de Design, concurso que anualmente seleciona os estagiários do departamento de Design da montadora. Seu projeto, especificações, usabilidade e shape foram inteiramente concebidos por Guilherme Motta, Kauré Martins e Rogério Okabe, então estagiários do dep. de Design da Volkswagen e foi apresentado ao final do período de estágio, em dezembro 2009.